# Lagidium peruanum
Lagidium peruanum là một loài động vật có vú trong họ Chinchillidae, bộ Gặm nhấm. Loài này được Meyen mô tả năm 1833.

## Hình ảnh

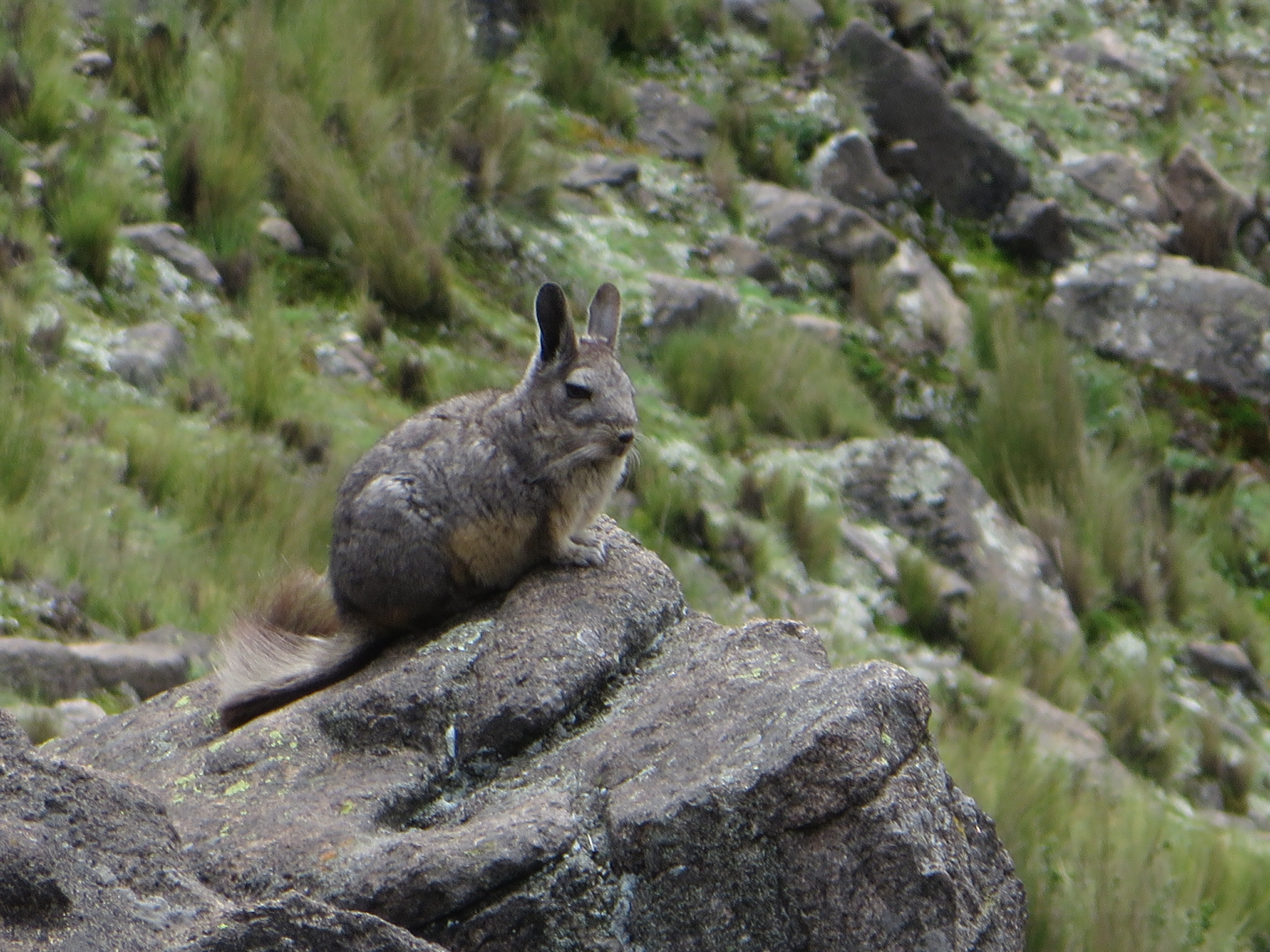
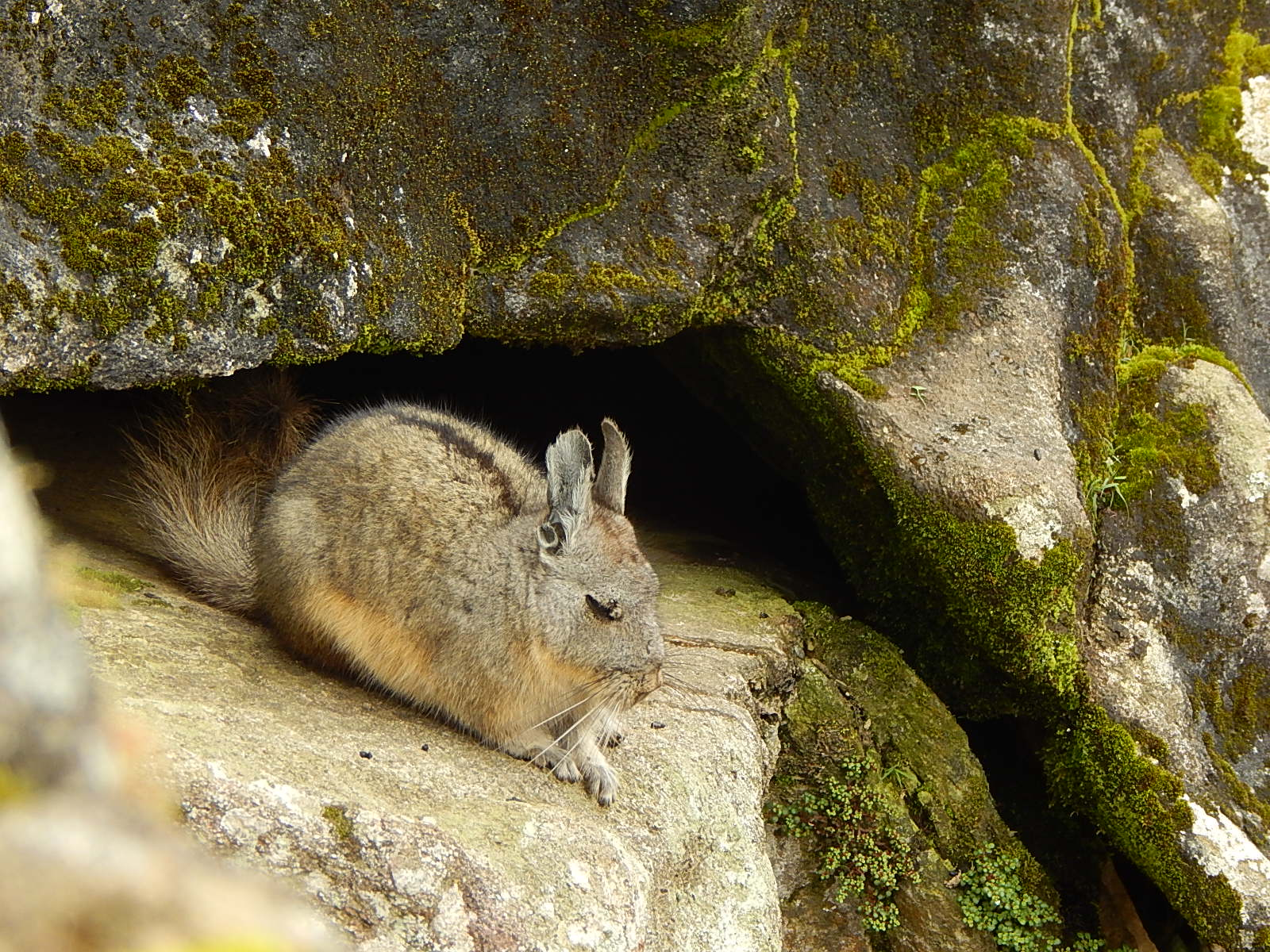
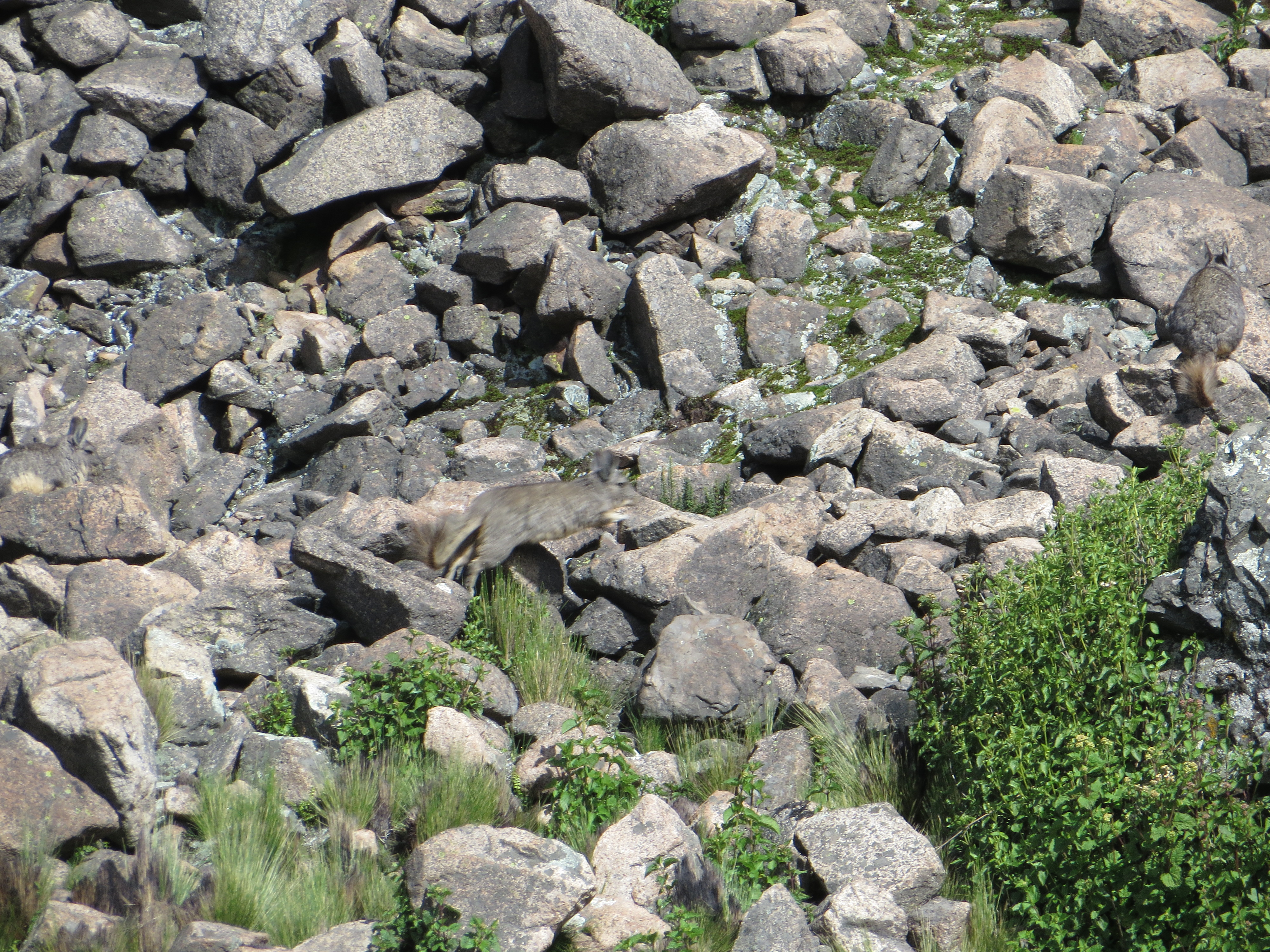
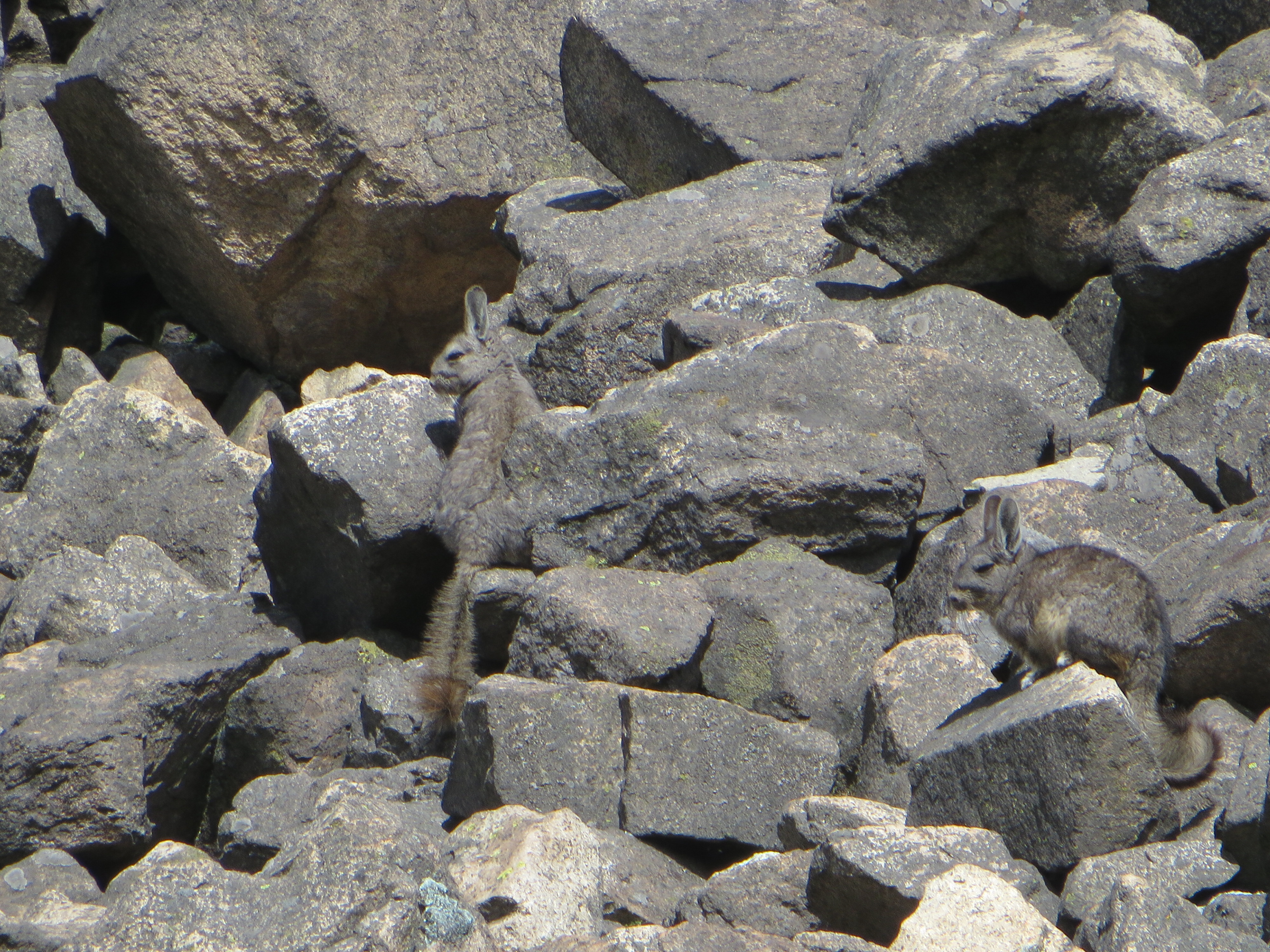